# Ophiocreas glutinosum
Ophiocreas glutinosum is een slangster uit de familie Asteroschematidae.
De wetenschappelijke naam van de soort werd in 1911 gepubliceerd door Ludwig Döderlein.